# Ковалевська Тамара Володимирівна
Тама́ра Володи́мирівна Ковале́вська (нар. 4 липня 1923, Єлисаветград, Одеська губернія, УСРР, СРСР — 7 лютого 1986, Петрозаводськ, КАРСР, РРФСР, СРСР) — радянська архітекторка, заслужена архітекторка РРФСР (1980).

## Біографія
Після закінчення Московського архітектурного інституту (МАРХІ) у 1947 році була спрямована на роботу до Красноярська.
У 1952—1954 роках навчалася на факультеті удосконалення при МАРХІ, у 1954 році була направлена на роботу до Петрозаводська в проєктний інститут «Карелпроєкт». Член Спілки архітекторів СРСР з 1953 року.
У 1954—1981 роках працювала в «Карелпроєкті», одночасно викладала в Петрозаводському будівельному технікумі та Петрозаводському університеті архітектуру на факультеті промислового та цивільного будівництва. Авторка значних індивідуальних проєктів у стилі модернізму, будівель та споруд у Петрозаводську та районах Карелії.
Обиралася головою правління Спілки архітекторів Карельської АРСР, членом Президії правління Спілки архітекторів СРСР.

## Деякі проєкти Т.В.Ковалевської у Петрозаводську

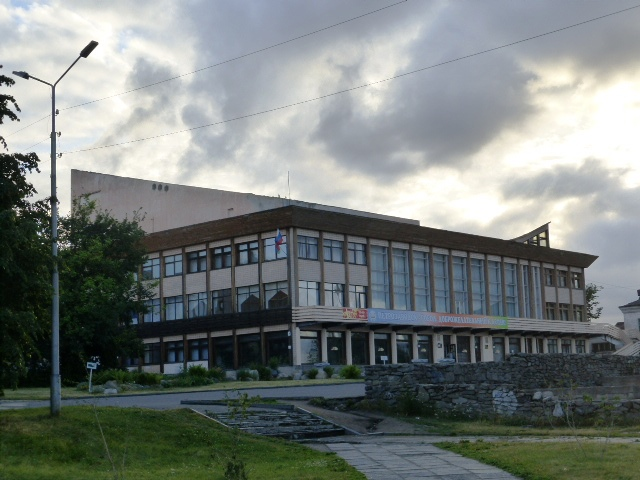
Палац піонерів (1985)
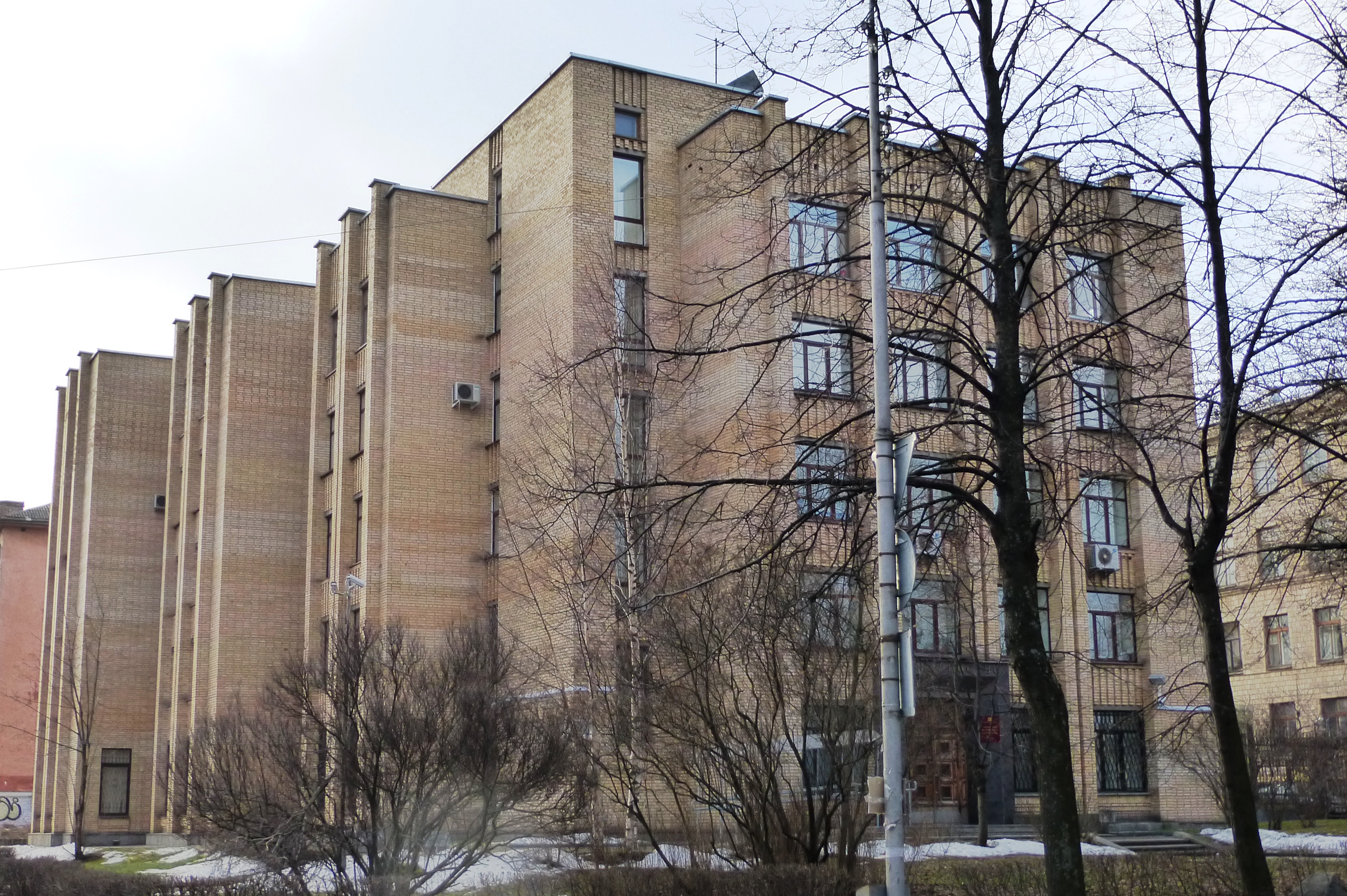
Будівля Будбанку (1982)
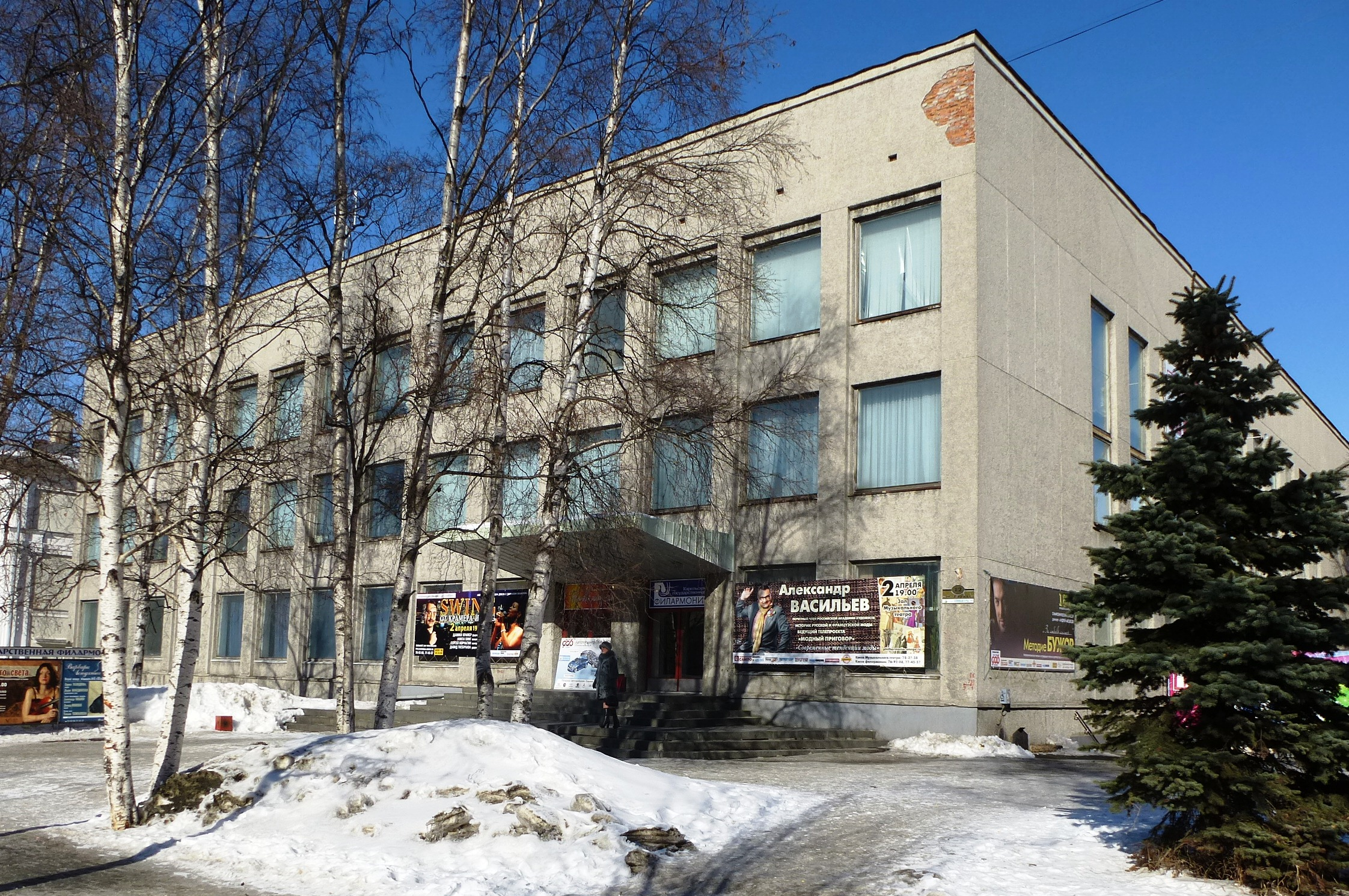
Будинок політпросвіти (1969)
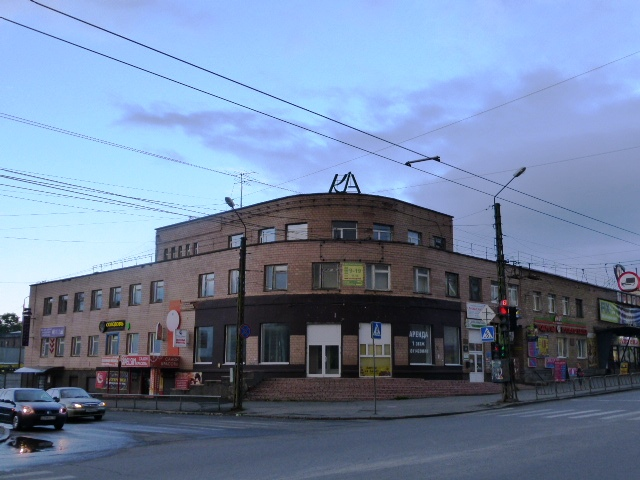
Центральний ринок (1970)
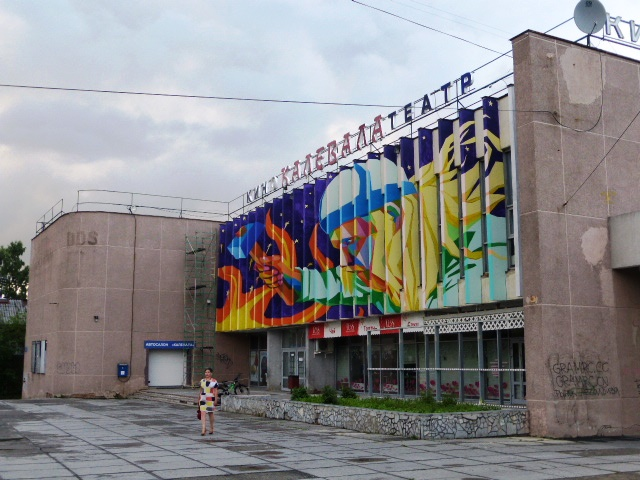
Кінотеатр «Калевала» (1978)